# Myrmidoner
Myrmidoner er i de homeriske digte en græsk folkestamme med bosted i det sydlige
Thessalien. Efter sagnet skulle de være udvandret til Thessalien fra Aigina under Peleus’ førelse. I Kampen om Troja deltog også en myrmidonisk afdeling, hvis høvding var Peleus' berømte søn Achilleus. I senere tid gjordes Myrmidon til folkets mytiske stamme-heros (jævnfør Myrmex).
En af myrmidonernes ledere var Eudorus.